# 国民体育俱乐部 (埃及)
國民體育會（阿拉伯文：[النادى الاهلى للرياضة البدنية] 错误：{{Lang}}：无效参数：|lit=（帮助），音譯為阿赫利体育俱乐部），常稱以別於其他以「國民」為名的球隊。球會位于埃及开罗，在1907年4月创立。球會是著名的“人民的俱乐部”，据称全球有 5,000 万名球迷，这使它成为全球知名度最高的俱乐部之一。
开罗国民是埃及拥有荣誉最多的球会，夺得 43 次埃及足球甲级联赛冠军，39 次埃及杯冠军和 14 次埃及超级杯冠军。在国际比赛层面，开罗国民曾 12 次夺得非洲冠军联赛冠军，8 次夺得非洲超级盃冠军，被评选为非洲足协20世纪最佳俱乐部。
艾阿里在四十年代开始在埃及足球俱乐部中崛起，但真正垄断埃及足球，则要到八十年代。阿赫利在1982年和1987年都赢得非洲联赛冠军杯冠军。进入21世纪，他们在葡萄牙教练曼努埃尔·何塞带领下，于2001年、2005年和2006年夺得同样的荣誉。
艾阿里和同城球队扎马雷克的竞争十分激烈，两队间的德比战十分紧张，所以裁判这个位置通常都要由外籍裁判来担任。

## 创建
成立阿赫利俱乐部的的主意是由米切尔·因斯提出的。他和Edrees Rageb Pasha, Omar Sultan Pasha, Ismaeel Serry,Abdul El Khalek Tharwat和Ameen Samy交换了意见。之后他们计划成立一间足球俱乐部，可以使高中生善用他们的课余时间。而在一些政治原因下，他们成立了这间俱乐部，起初的资本有5,000埃及磅。
管理层选出了英国人米切尔·因斯作为首任俱乐部主席，用来争取殖民地政府对俱乐部的支持，也为球队选择适当的地方建立。
管理层首次的会选在1907年4月24日举行，米切尔·因斯成为首任俱乐部主席，Omar Lotfi, Edrees Rageb Pasha, Ismaeel Serry和阿明·萨米(Ameen Sammy)则成为会员，默哈默德·谢里夫(Mohamed Sherif)成为俱乐部秘书长。因斯一直做到1908年4月2日。
阿赫利的同市宿敌是扎马雷克，两队在历史中都向对方交换了不少球员，令双方有不少的冲突和排战。他们对战了超过80次，扎马雷克最大的胜利在1944年的埃及杯赛中6:0大胜阿赫利，原因是这一年埃及足协罚阿赫利禁止作赛11个月，因为阿赫利在未经批准的情况下，到巴勒斯坦踢友谊赛，而这一场比赛则他们停赛期满后首场比赛。而艾哈利则在2001年的埃及足球超级联赛中，6:1击退扎马雷克，报了一箭之仇。

## 球队名称
在1908年2月25日，阿明·萨米提议球队的名称为阿赫利竞技俱乐部(意为国家竞技俱乐部)，因为他们发现队中的高中生，是未来抵抗英国占领埃及的主要力量。所以，他们成立一间国家性的俱乐部来团结这群高中生，而命名为阿赫利在意思上代表国家主义。阿赫利是埃及首间成立的埃及人俱乐部，同时也是在英国殖民地时代建立。

### 队色
阿赫利的球衣颜色来自二十世纪早期埃及国旗的颜色。在1911年，阿赫利的球衣由红白间条组成，后来转成半红半白，到最后变成全红色。

## 球場

### 穆赫塔爾·艾爾-泰特什體育場（訓練場地）

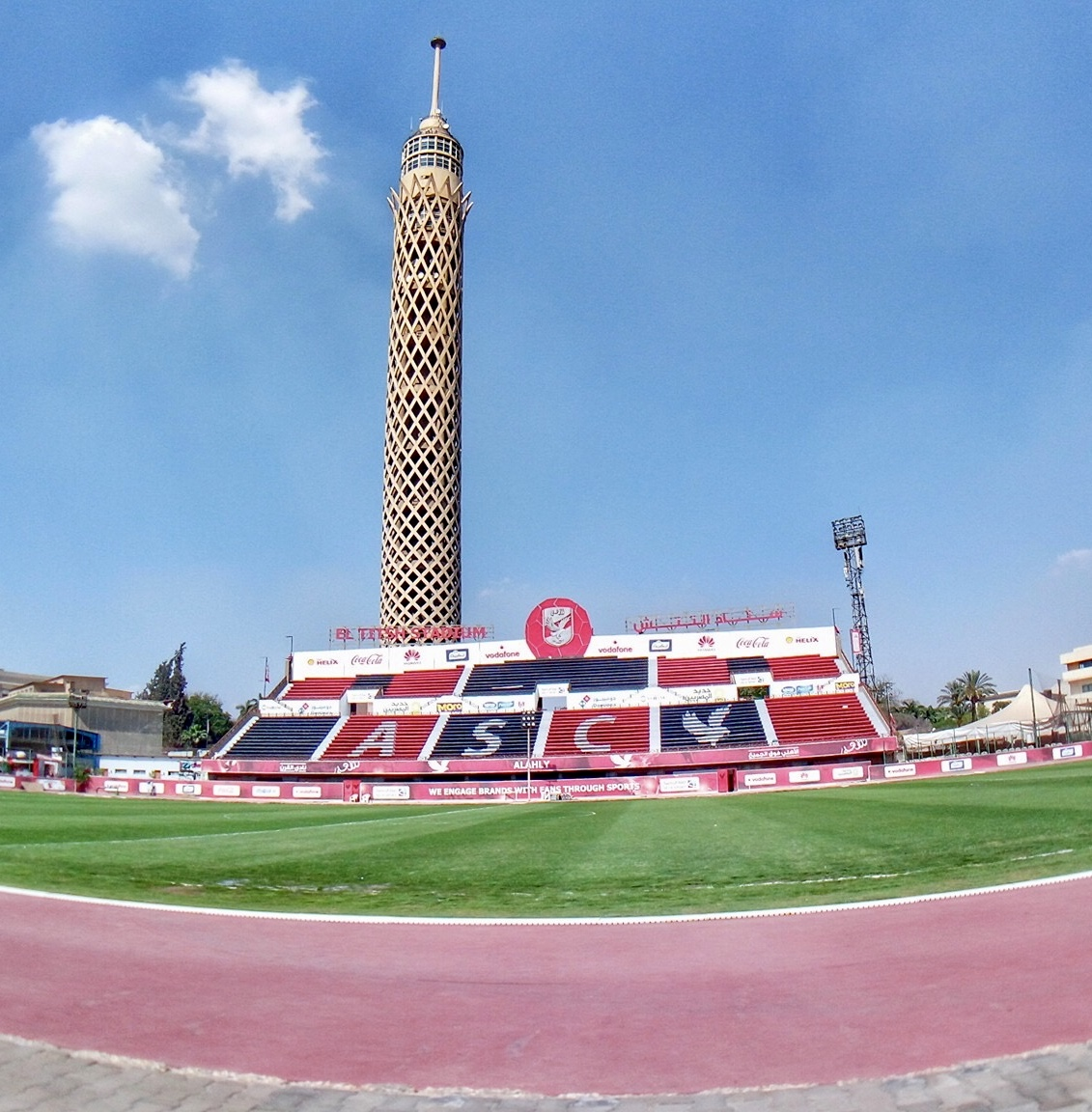
穆赫塔爾·艾爾-泰特什體育場後方的開羅塔

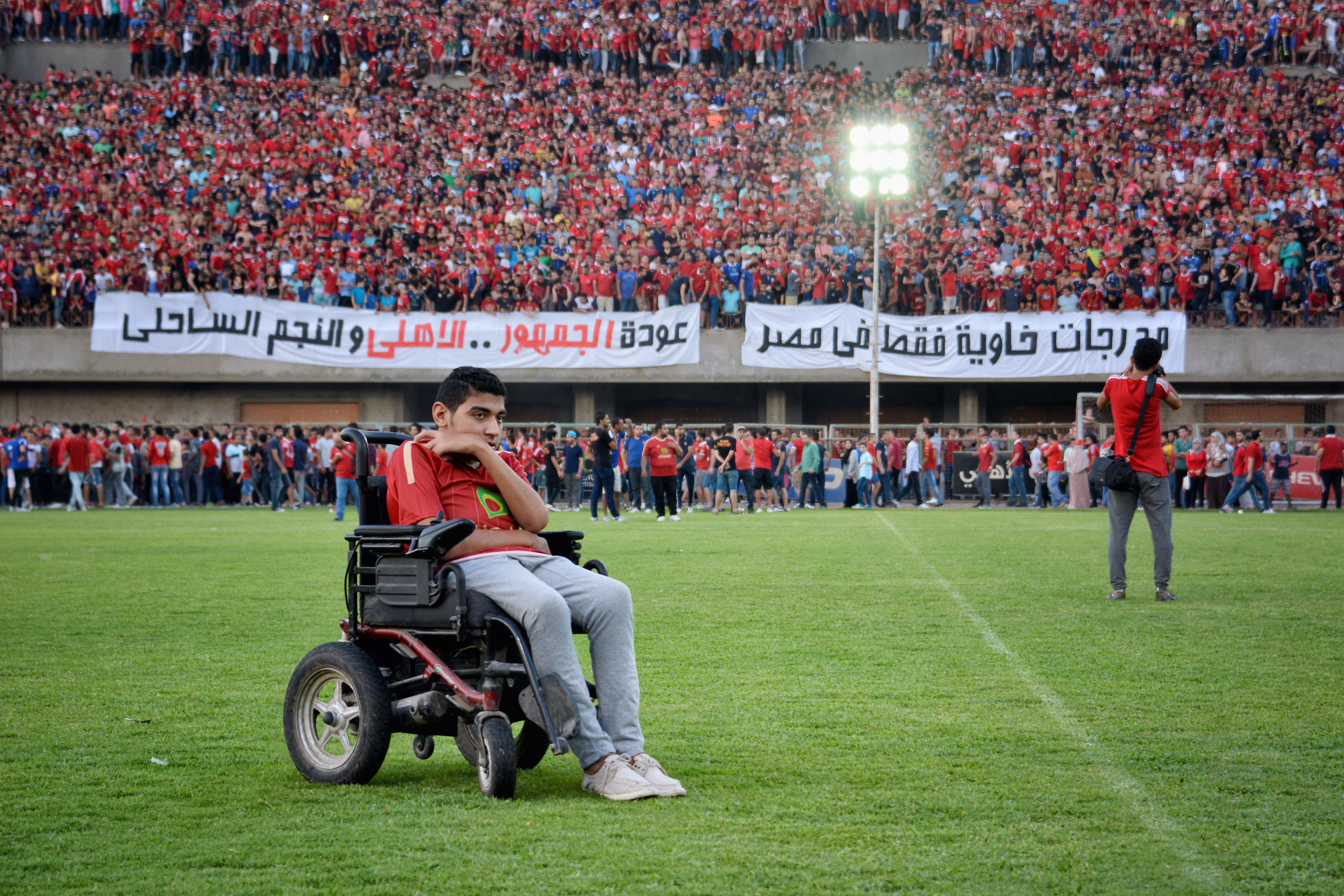
艾阿里球迷在穆赫塔爾·艾爾-泰特什體育場支持球隊

該俱樂部最初是為高等學校學生聚會和進行政治對話而成立的。俱樂部促使艾阿里在1909年建造了第一座體育場，當時被稱為「Al-Hawsh」，這是埃及方言中的口語詞，在阿拉伯語中意為「庭院」。體育場經過多年發展，成為現在所知的穆赫塔爾·艾爾-泰特什體育場。1929年，體育場以當時的埃及王子命名為法魯克王子體育場。到1956年，體育場增設了燈光看台。後來體育場更名為穆赫塔爾·艾爾-泰特什體育場，以紀念俱樂部傳奇人物穆赫塔爾·艾爾-泰特什。艾阿里繼續在穆赫塔爾·艾爾-泰特什體育場進行主場比賽，直到開羅國際體育場開放為止。 目前，該體育場用於球隊訓練和友誼賽。

### 開羅國際體育場
艾阿里以前在自己的球場穆赫塔爾·艾爾-泰特什體育場進行主場比賽，但其容量對於俱樂部的支持者來說太小了。為了解決這個問題，穆赫塔爾·艾爾-泰特什體育場成為官方訓練場地，而開羅國際體育場取代它成為官方主場。從2014年到2017年，由於安全原因，艾阿里停止在開羅國際體育場進行主場比賽。在2016–17賽季，艾阿里在薩拉姆體育場進行大部分主場比賽，並在博爾格·艾爾-阿拉伯體育場進行非洲賽事的比賽。在2017–18埃及超級聯賽第一輪，艾阿里重返開羅國際體育場作為其官方主場。

### 艾阿里體育場
2025年2月14日，艾阿里在週五的國際足協世界冠軍球會盃獎盃儀式上正式啟動了「世紀工程」，這是位於開羅西部謝赫扎耶德的大型體育城，實現了他們期待已久的願景，邁出了重要一步。該項目將包括：
一座42,000座位的體育場，以最大化球迷與球場的親近度，符合全球標準
專業設施：體育醫院、記錄俱樂部傳承的博物館、體育大學、青訓學院和酒店

### 分階段建設
第一階段將優先建設體育場和酒店，第二階段則引入大學、醫院和輔助訓練場地。
埃及金融巨頭Beltone Leasing & Factoring已承諾為該項目投資40億埃及鎊（8000萬美元），開發商Al Qalaa Al Hamraa for Facilities Management獲得額外資金，以滿足總估計成本80-90億埃及鎊的需求。
體育場的最終設計在盧克索哈特謝普蘇特神廟舉行的高規格儀式上揭曉，俱樂部要員和合作夥伴出席了儀式。
該活動也為艾阿里即將參加的2020年國際足協世界冠軍球會盃做了預告。建設工程將立即開始，目標在200週內（約四年）完工。

## 球队荣誉

### 埃及冠军
- 埃及甲組足球聯賽:

 冠軍： (44; 紀錄) 1948–49, 1949–50, 1950–51, 1952–53, 1953–54, 1955–56, 1956–57, 1957–58, 1958–59, 1960–61, 1961–62, 1974–75, 1975–76, 1976–77, 1978–79, 1979–80, 1980–81, 1981–82, 1984–85, 1985–86, 1986–87, 1988–89, 1993–94, 1994–95, 1995–96, 1996–97, 1997–98, 1998–99, 1999–2000, 2004–05, 2005–06, 2006–07, 2007–08, 2008–09, 2009–10, 2010–11, 2013–14, 2015–16, 2016–17, 2017–18, 2018–19, 2019–20, 2023−24
 亞軍： (12) 1966–67, 1977–78, 1983–84, 1987–88, 1990–91, 1992–93, 2000–01, 2002–03, 2002–03, 2003–04, 2014–15, 2020–21, 2022–23
- 埃及盃:

 冠軍： (37; 紀錄) 1923–24, 1924–25, 1926–27, 1927–28, 1929–30, 1930–31, 1936–37, 1939–40, 1941–42, 1942–43, 1944–45, 1945–46, 1946–47, 1948–49, 1949–50, 1950–51, 1952–53, 1955–56, 1957–58, 1960–61, 1965–66, 1977–78, 1980–81, 1982–83, 1983–84, 1984–85, 1988–89, 1990–91, 1991–92, 1992–93, 1995–96, 2000–01, 2002–03, 2005–06, 2006–07, 2016–17, 2019–20
 亞軍： (15) 1925–26, 1931–32, 1932–33, 1934–35, 1937–38, 1943–44, 1951–52, 1958–59, 1972–73, 1975–76, 1996–97, 2003–04, 2009–10, 2015, 2015–16
- 埃及超級盃:

 冠軍： (11; 紀錄) 2003, 2005, 2006, 2007, 2008, 2010, 2011, 2014, 2015, 2017, 2018
 亞軍： (3) 2009, 2016, 2019

### 非洲冠军
- 非洲聯賽冠軍盃:

 冠軍： (10; 紀錄) 1982, 1987, 2001, 2005, 2006, 2008, 2012, 2013, 2020, 2021
 亞軍： (4) 1983, 2007, 2017, 2018
- 非洲盃賽冠軍盃:

 冠軍： (4; 紀錄) 1984, 1985, 1986, 1993
- 非洲超級盃:

 冠軍： (5; 紀錄) 2002, 2006, 2007, 2009, 2013, 2014, 2021 (5月), 2021 (11月)

### 阿拉伯地区冠军
- 阿拉伯球會冠軍盃:

 冠軍： 1996
 亞軍： 1997
- 阿拉伯盃賽冠軍盃:

 冠軍： 1995
- 阿拉伯超級盃:

 冠軍： 1997，1998

### 国际赛场
- 國際足協世界冠軍球會盃季军: 2006年，2020年，2023年
- 亞非球會錦標賽冠軍：1988年